# ITVN Extra
 (avril 2019).
iTVN Extra (TVN International Extra) est une chaîne polonaise de Polonais vivant à l'étranger. La chaîne a été lancée le 4 février 2015.[réf. nécessaire]